# Mika Feldman de Etchebéhère

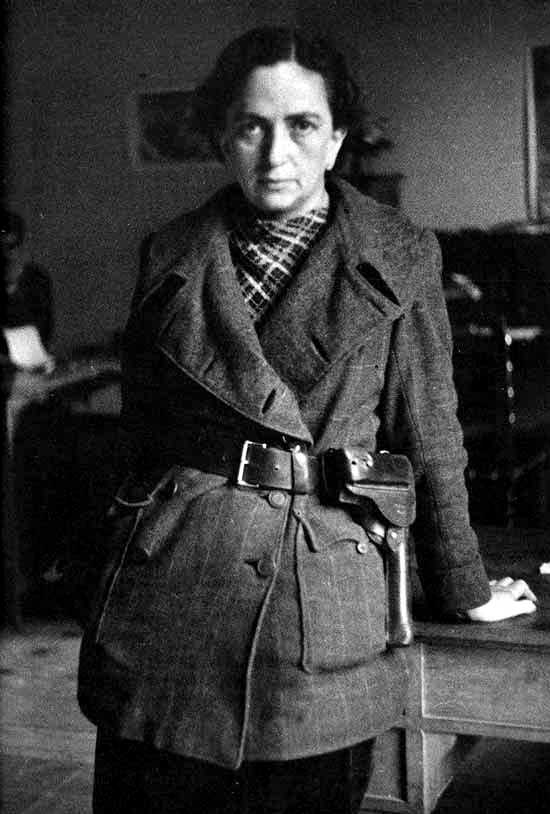
Mika Etchebéhère in Kampfmontur

Mika Feldman de Etchebéhère geb. Micaela Feldman (14. März 1902 in Moisés Ville, Provinz Santa Fe – 7. Juli 1992 in Paris) war jüdischer Abstammung und später eine argentinische Anarchistin  und Marxistin, die als Kommandantin der Partido Obrero de Unificación Marxista (POUM) im Spanischen Bürgerkrieg kämpfte.
Sie war auch in der anarchistischen Organisation Mujeres Libres tätig.

## Leben und Werk
Ihr Geburtsort Moisés Ville (Jiddisch: מאָזעסוויל, deutsch: Mosesstadt) wurde am 23. Oktober 1889 von russischen und osteuropäischen Juden gegründet, die vor antisemitischen Ausschreitungen und Pogromen im zaristischen Russland geflüchtet waren. Es handelte sich um die erste jüdische Siedlung in Argentinien. Auch Micaela Feldmans Familie kam aus Russland. Ihr Vater unterrichtete Jiddisch in der jüdischen Kolonie, bevor er mit seiner Familie nach Rosario übersiedelte, wo er ein kleines Restaurant eröffnete.
Ihre Kindheit war geprägt von den Narrativen russischer Revolutionäre, die aus zaristischen Gefängnissen in Sibirien flüchteten. Das Mädchen politisierte sich sehr früh, bereits im Alter von 15 Jahren schloss sie sich einer explizit anarchistischen Gruppe in Rosario an und gründete mit Eva Vives, Joan Pauna und anderen eine feministische Vereinigung, benannt nach Louise Michel. Sie ging zum Studium der Zahnmedizin nach Buenos Aires und engagierte sich auch dort in verschiedenen anarchistischen, kommunistischen und sozialistischen Gruppen. Sie lernte einen Ingenieurstudenten kennen, Hippolyte Etchebéhère (1900–1936), der der Gruppe Insurrexit angehörte, ihr Partner und später ihr Ehemann wurde. Hippolyte stammte aus einer französischen Familie, die nach Argentinien emigriert war. 1924 traten sie dem Partido Comunista, der Kommunistischen Partei Argentiniens, bei, wurden jedoch bereits 1926 wegen anarchistischer und trotzkistischer Ansichten ausgeschlossen. 1931 gingen sie nach Europa, zuerst nach Madrid und Paris, 1932 nach Berlin, wo sie sich mit dem Trotzkisten Kurt Landau austauschten, die „Tragödie des deutschen Proletariats“ und den Aufstieg der NSDAP aus nächsten Nähe beobachten konnten.

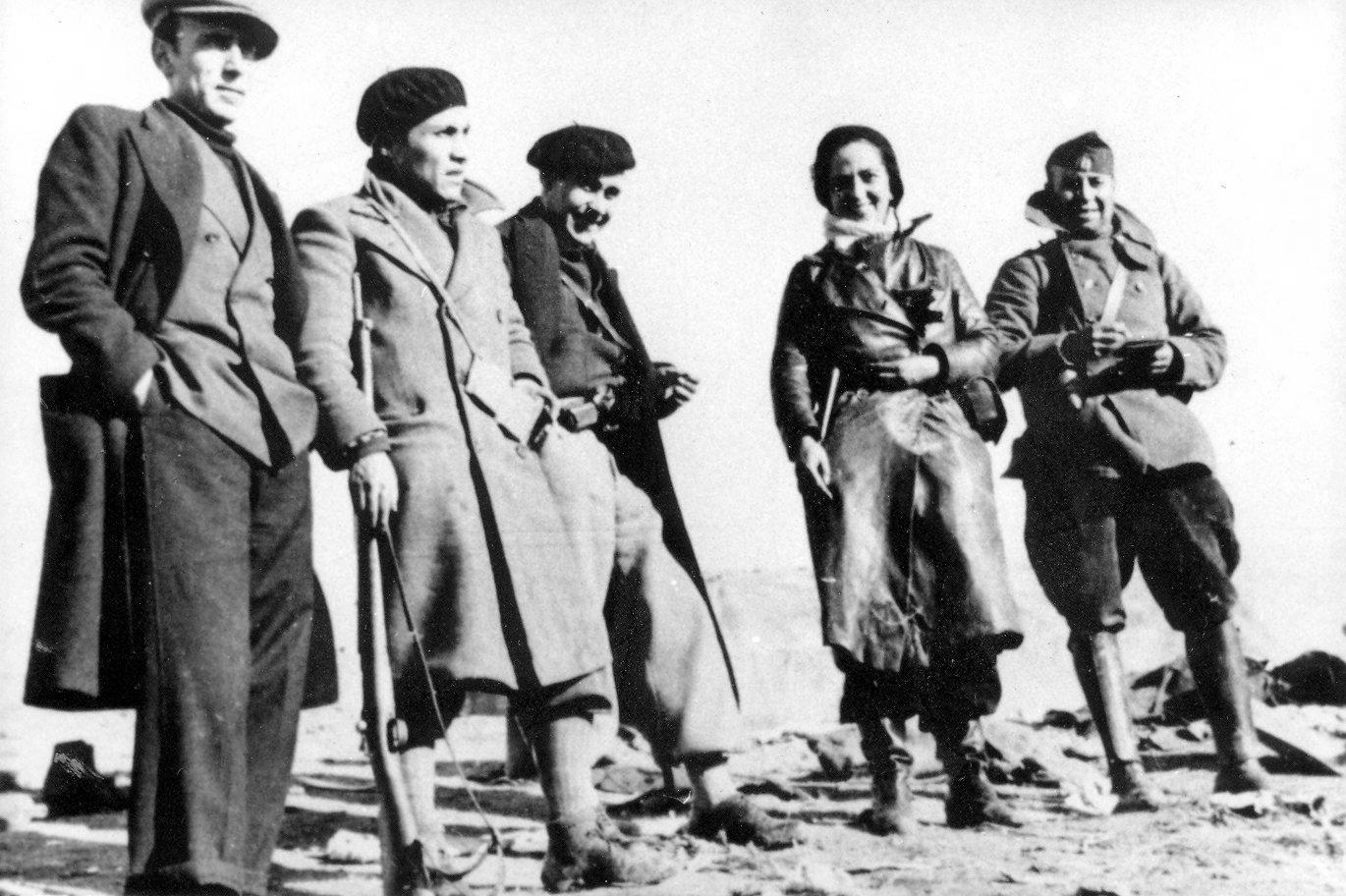
Mika Etchebéhère in Kreis der Genossen, 1936

Im Juli 1936 war das revolutionäre Ehepaar in Madrid, sie schlossen sich dem militärischen Arm der POUM, der Arbeiterpartei der Marxistischen Einheit, an. Diese war 1935 gegründet worden, sie bildete den Zusammenschluss der trotzkistischen Linken (Izquierda Comunista) um Andreu Nin und Juan Andrade mit dem Arbeiter- und Bauernblock (Bloque Obrero y Campesino) um Julián Gorkin und Joaquín Maurín. Hippolyte fiel am 16. August 1936 im Spanischen Bürgerkrieg. Mika griff daraufhin zur Waffe und wurde von den Genossen zur Kommandantin gewählt. Sie nahm bis Juni 1938 an vorderster Front an den Kämpfen teil, zuerst in der 38. Brigade. Ihre Kompanie wurde in heftigen Kämpfen dezimiert. Sie wurde Offizierin der 14. Division, angeführt vom Anarchisten Cipriano Mera. Als Frauen von der Front abgezogen wurden, gab sie  Alphabetisierungskurse. Nachdem Francos Truppen in Madrid einmarschiert waren, gelang ihr die Flucht nach Frankreich.
Die Zeit des Zweiten Weltkriegs verbrachte sie in Argentinien, danach kehrte sie nach Frankreich zurück.

## Zitat
„Was mir vom Anarchismus geblieben ist, ist meine Unfähigkeit, bestehende Hierarchien zu respektieren und mein Vertrauen in den Kreis der Gleichheit ...“

## Publikation
- Mika Etchebéhère: Ma guerre d'Espagne à moi. Autobiografie, Verlag Denoël, 1976, mehrere Neuauflagen sind erschienen. Auf Deutsch:
  - Mika Etchebéhère: La guerra mia. Eine Frau kämpft für Spanien. Verlag Neue Kritik, Frankfurt 1980, ISBN 3-8015-0170-1.